# Tepepa
Tepepa, cunoscut și sub numele de Blood and Guns, este un western zapata din 1969. Coproducție italiană-spaniolă, filmul este regizat de Giulio Petroni⁠(d) și îi are în rolurile principale pe Tomas Milian și Orson Welles. Filmul a fost lansată în Spania sub titlul Tepepa... Viva La Revolución.

## Rezumat
Guvernul „tovarășului” Madero (Orson Welles) nu îl mulțumește pe peonul⁠(d) Tepepa, iar acesta decide să lupte în continuare alături de alți revoluționari împotriva trupelor guvernamentale. Tepepa consideră că fostul revoluționar Madero, în prezent șef al statului, a trădat cauza revoluției. Pe parcursul poveștii, peonul intră în conflict atât cu temutul colonel Cascorro, cât și cu medicul englez Henry Price. Cel din urmă dorește să răzbune moartea unei tinere de care era îndrăgostit și pe care Tepepa o violase cu mult timp în urmă, fapt care a împins-o spre sinucidere.
În timpul ultimului conflict cu trupele mexicane, Cascorro reușește să-l rănească pe Tepepa, însă colonelul este ucis în cele din urmă de un revoluționar. Medicul Henry Price rămâne alături de grupul revoluționar și reușește să-l ucidă pe Tepepa aflat pe masa de operație cu ajutorul unui bisturiu. În ultima scena, Prince este ucis de tânărul Paquito în timp ce-și pregătește calul de plecare. Întrebat de ce l-a ucis pe medic, acesta susține că l-a ucis, deoarece nu-i plăcea Mexicul.

## Distribuție
- Tomas Milian - Jesus Maria „Tepepa” Moran
- Orson Welles - colonelul Cascorro
- John Steiner⁠(d) - medicul Henry Price
- José Torres - Pedro „El Piojo” Pereira
- Luciano Casamonica - Paquito
- Annamaria Lanciaprima - Maria Virgen Escalande
- George Wang - domnul Chu
- Paco Sanz - președintele Madero
- Clara Colosimo - soția sergentului
- Giancarlo Badessi - sergentul
- Rafael Hernández - Pedro
- Paloma Cela - Consuelo
- Ángel Ortiz - Urelio

## Producție
Filmul îi are în distribuție pe Tomas Milian și Orson Welles în roluri opuse. Regizorul Giulio Petroni a fost dezamăgit de Welles, declarând că atmosfera de pe platourile de filmare a fost „groaznică”, iar Welles l-a caracterizat pe Milian drept un „cubanez nespălat”.